# 池田光穂
池田 光穂（いけだ みつほ、1956年6月16日 - ）は、日本の文化人類学者。大阪府出身。専門領域は、中央アメリカの民族誌研究と医療人類学。

## 略歴
- 1956年6月16日　- 大阪市北区の大阪北逓信病院(現在廃院)で生まれる[4]。
- 1969年3月 - 吹田市立第二小学校を卒業[要出典]。
- 1972年3月　- 吹田市立第六中学校を卒業[要出典]。
- 1972年4月 - 大阪府立春日丘高等学校普通科に入学、1975年3月同校を卒業[要出典]。
- 1980年3月 - 鹿児島大学理学部生物学科卒業。
- 1982年 - 大阪大学大学院医学研究科修士課程（医科学）修了。
- 1983年-1987年 - 国際協力事業団（現国際協力機構）（JICA）青年海外協力隊（JOCV）隊員として中央アメリカのホンジュラス共和国保健省に派遣される。
- 1989年 - 大阪大学大学院医学研究科博士課程社会医学専攻を単位取得済退学。大阪大学大学院では「病者のための人権宣言」で有名な中川米造[5]教授が指導教官であった。
- 1987年〜2006年 - ホンジュラスから帰国（1987年）後は大学院を単位取得退学し、1989-1991年日本学術振興会特別研究員（国立民族学博物館外来研究員。指導教官は吉田集而）を経て、1992-1994年東日本学園大学＝現北海道医療大学教養部助教授、1994-2000年熊本大学文学部助教授（文化人類学→文化表象学教室）、2002-2006年熊本大学大学院社会文化科学研究科教授・併任（文化政策論専攻）2000-2006年同教授［2005年度は兼任で本務は大阪大学へ］（2004-2005年同学部地域科学科長・併任）。
- 2005年〜2016年6月末 - 大阪大学コミュニケーションデザイン・センター（CSCD）・臨床部門・教授[6]。
- 2015年8月末〜2016年6月末 - 大阪大学コミュニケーションデザイン・センター（CSCD）・センター長。
- 2016年7月 - 大阪大学COデザインセンター・社会イノベーション部門教授。COデザインセンター副センター長
- 2020年4月 〜2022年3月末 - 大阪大学COデザインセンター長[7][8]。
- 2022年4月 - 大阪大学名誉教授、大阪大学COデザインセンター招へい教員。

## 専攻
医療人類学（文化人類学）、中米民族誌学、エコツーリズム研究、科学人類学、先住民運動研究、多文化共生を可能にする社会状況下における医療・福祉サービスのあり方、臨床コミュニケーション・ヘルスコミュニケーション、狗類学（こうるいがく）研究、ほか。

## 所属学会
- 日本文化人類学会
- アメリカ人類学会連合
- 日本ラテンアメリカ学会
- 日本保健医療社会学会

## 主要著作
- 『医療と神々』（宗田一監修），平凡社，1989年1月
- 『文化現象としての医療』（医療人類学研究会編）［共著］、メディカ出版、1992年4月
- 『健康論の誘惑』［共著］野村一夫編、文化書房博文社、2000年10月
- 『文化現象としての癒し』［共著］佐藤純一編、メディカ出版、2000年12月
- 『実践の医療人類学—中央アメリカ・ヘルスケアシステムにおける医療の地政学的展開』世界思想社、2001年3月
- 『マヤ学を学ぶ人のために』［共著］八杉佳穂編、世界思想社、2004年4月
- 『宗教人類学入門』［共著］関一敏・大塚和夫編、弘文堂、2004年12月
- 『メイキング人類学』［共著］太田好信・浜本満編、世界思想社、2005年3月
- 『医療人類学のレッスン』（奥野克巳との共編著）学陽書房、2007年10月
- 『生命倫理と医療倫理（改訂２版）』［共著］伏木信次・樫則章・霜田求編、金芳堂、2008年3月
- 『看護人類学入門』文化書房博文社、2010年4月
- 『認知症ケアの創造』（阿保順子との共編著）雲母書房、2010年12月
- 『人と動物、駆け引きの民族誌』奥野克巳編、はる書房、2011年9月
- 『コンフリクトと移民』池田光穂編、大阪大学出版会、2012年3月
- 『人と動物の人類学』奥野克巳・山口未花子・近藤祉秋編、春風社、2012年9月
- "To See Once More the Stars." Naito, D, R. Sayre, H. Swanson & S. Takahashi (eds.), Santa Cruz, CA.: New Pacific Press,2014.
- 『動物殺しの民族誌』シンジルト・奥野克巳編、昭和堂（担当箇所：池田光穂「子殺しと棄 老：「動物殺し」としての殺人の解釈と理解について」Pp.57-97）365pp. + ix、2016年10月
- 池田光穂（共著）『ワールドシネマ・スタディーズ：世界の「いま」を映画か ら考えよう』小長谷有紀・鈴木紀・旦匡子編、勉誠出版（担当箇所：「親と子そしてキョウダイを結びつけるものは何か？」Pp.166-172）、 296pp.、2016年11月
- 『対話で創るこれから の「大学」』大阪大学COデザインセンター監修、大阪大学出版会（担当箇所：小笠原舞・小竹めぐみ・池田光穂の鼎談「学びが「生まれる場」のつくり方」 Pp.49-69）、213pp.、2017年9月
- 『全地球学』松井孝典監修、ウェッジ（担当箇所：池田光穂「医療人類学が問いかけるもの：社会現象としての医療」 Pp.378-379）、511pp., 2018年３月
- 『はじめてまなぶ文化人類学：人物・古典・名著からの誘い』岸上伸啓編、ミネルヴァ書房（担当箇所：「メアリー・ダグラス」 Pp.173-178；「マーガレット・ロック」Pp.245-250）、317pp.、2018年3月
- 『交錯する世界・自然と文化の脱構築：フィリップ・デスコラとの対話』秋道智彌編、京都大学学術出版会（担当箇所「実験動物と神経生理学における『自然』について」 Pp.221-246）、432pp.、2018年3月
- 『国際看護：国際社会の中での看護の力を発揮するために』森淑江ほか編、南江堂（担当箇所「異文化の理解と看護」望月由紀・池田光穂、Pp.34-41）ISBN 9784524252640、260pp., 2019年4月
- 『犬からみた人類史』大石高典・近藤祉秋・池田光穂編、勉誠出版（担当箇所「序章・犬革命宣言―犬から人類史をみる」（分担：大石高典・近藤祉秋・池田光 穂）、「第19章・イヌとニンゲンの〈共存〉についての覚え書き」（単著）、「『犬からみた人類史』グロッサリー」池田光穂・近藤祉秋・大石高典） ISBN 9784585230700、467pp., 2019年5月
- 『病む』山中浩司・石蔵文信編、大阪大学出版会（担当箇所「第3章病むことの多様性と治ることの斉一性」Pp.47-62）ISBN 978-4872596229、270pp., 2020年3月
- 『暴力の政治民族誌：現代マヤ先住民の経験と記憶』大阪大学出版会、ISBN978-4-87259-697-7, 368pp. 2020年8月
- 『京大よ還せ：琉球人骨は訴える』松島泰勝・山内小夜子編、耕文社（担当箇所「遺骨や副葬品を取り戻しつつある先住民のための試論」Pp.202-211）ISBN 978-4863770607, 256pp, 2020年9月
- 『自然学論集 : 文化人類学の観点から』Co＊Design / 特別号3（2021-03）, 573pp.,  https://doi.org/10.18910/83315 大阪大学学術情報庫. 2021年3月
- 『音と感覚のエスノグラフィー : マヤ・ケクチの民族音楽学』（滝奈々子・池田光穂 共著）Co＊Design / 特別号4（2021-12）, 182pp., https://doi.org/10.18910/85580 大阪大学学術情報庫. 2021年12月

## 医療人類学
医療人類学の定義は、池田光穂によると「医学と人類学を架橋（ブリッジ）する学問を医療人類学（medical anthropology）」としている。

## 関連事項
- 人類学
- 文化人類学
- 開発人類学
- 医療人類学
- 民族誌学
- 臨床人類学